# Micropolis
Pour les articles homonymes, voir Micropolis (homonymie).
Micropolis est un équipement polyvalent situé à Besançon, composé d'un palais des congrès, d'un parc des expositions de 11 hectares et d'une salle de spectacle d'une capacité de 7 256 personnes.
Inauguré en 1987, Micropolis accueille chaque année un grand nombre d'évènements comme des salons et des foires — notamment la Foire comtoise — ainsi que de nombreux concerts et spectacles.

## Historique
Inauguré en 1987, Micropolis a été construit là où auparavant s'érigeait la ferme Roy. Cette dernière a été pendant longtemps un lieu de culte chrétien avant d'être intégrée au parc des expositions, puis finalement détruite en 2000.

## Présentation
Micropolis se divise en deux espaces principaux : l’espace Nord, correspondant au parc des expositions, et l’espace Sud, correspondant au palais des congrès.

### Parc des expositions

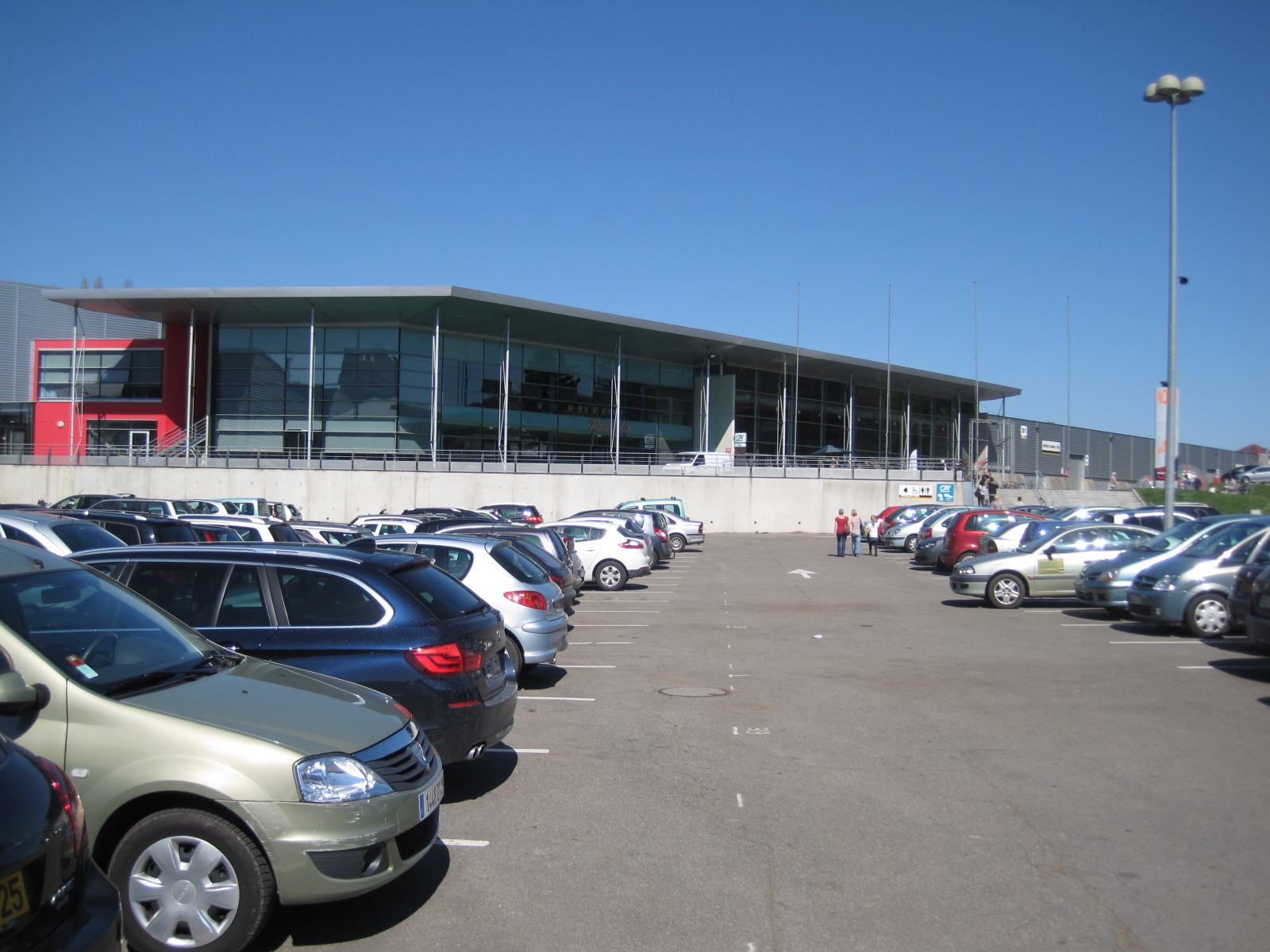
Le hall d'accueil du parc des expositions.

Le parc des expositions est composé d'un grand bâtiment ainsi que de deux autres bâtiments annexes. Il est réparti en huit halls, dont une salle de spectacle, et comprend également une cafétéria.

### Salle de spectacle
Intégré au parc des expositions, le hall B2 est l'une des plus grandes salles de spectacle de Bourgogne-Franche-Comté derrière le Zénith de Dijon, pouvant accueillir jusqu'à 7 256 spectateurs en configuration tout debout et 2 150 spectateurs en placement tout assis.

### Palais des congrès
Réalisé par l'architecte bisontin Gérard Boucton, le palais des congrès est un bâtiment composé de deux niveaux qui se distingue par sa conception polygonale audacieuse et originale, avec une charpente de 195 tonnes en lamellé-collé ainsi qu'une flèche de verre située à 10,50 m de hauteur.

Vue d'ensemble du palais des congrès de Micropolis.
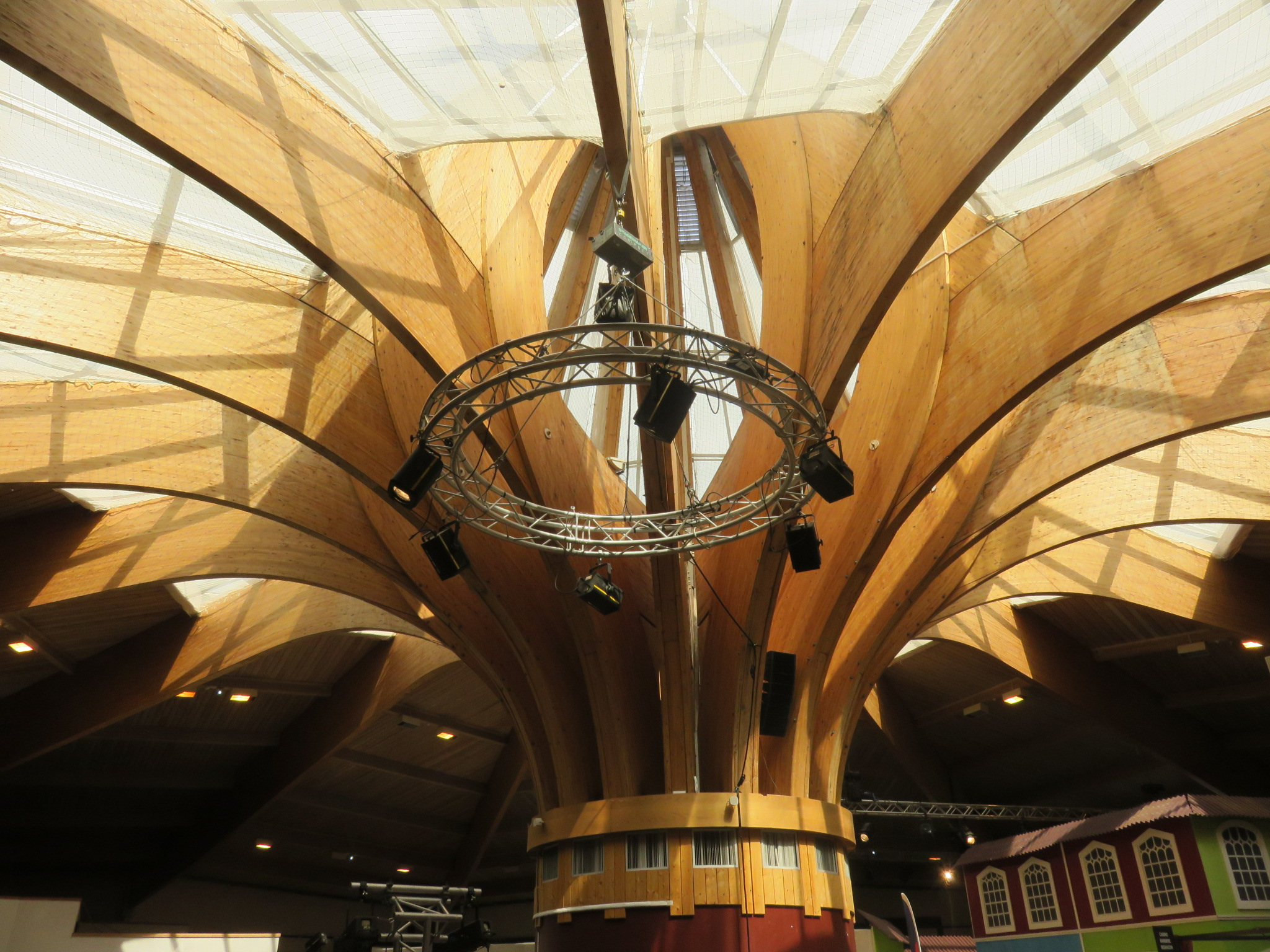
La charpente du palais des congrès.
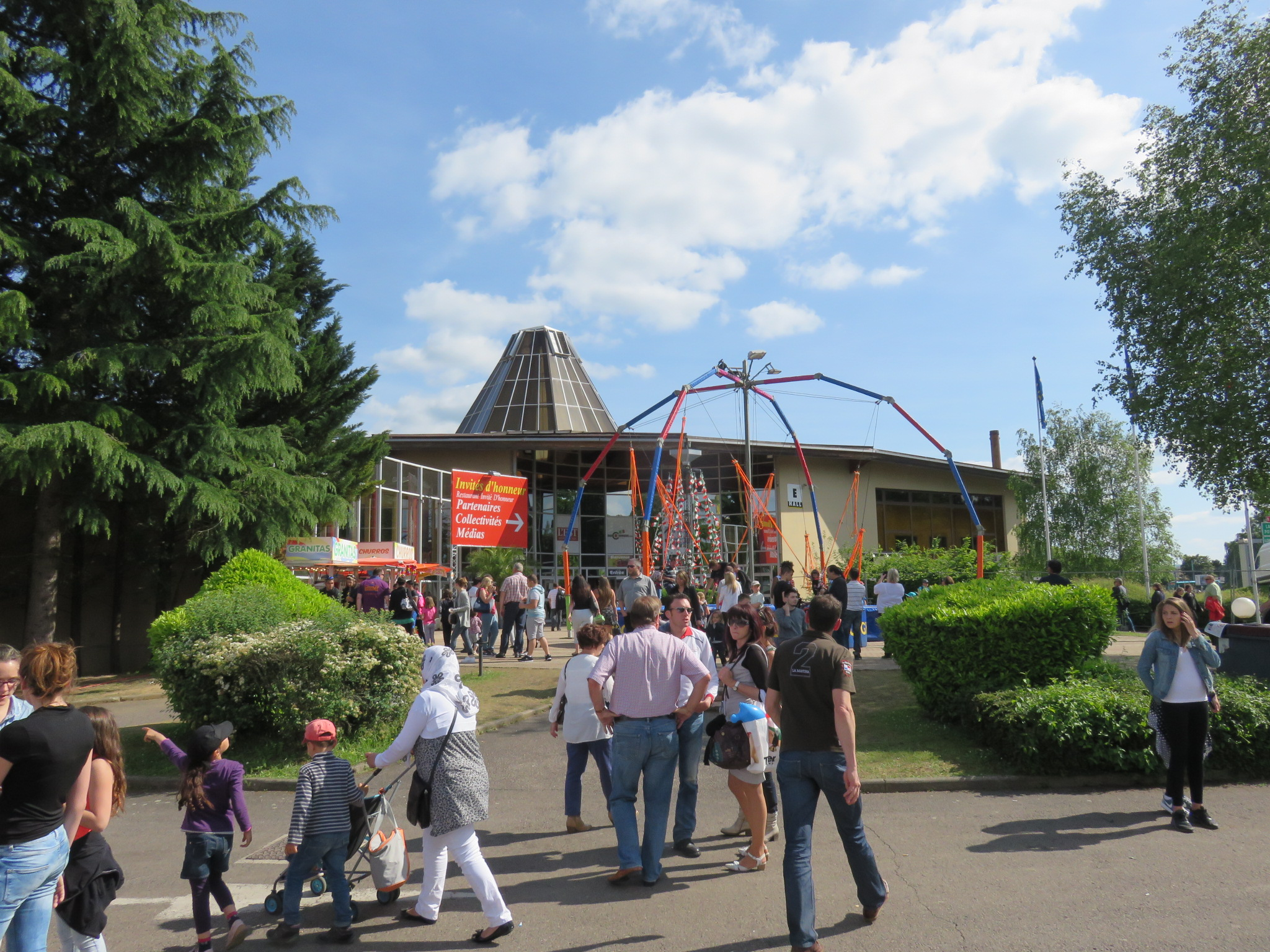
L'extérieur du palais des congrès pendant la Foire comtoise.
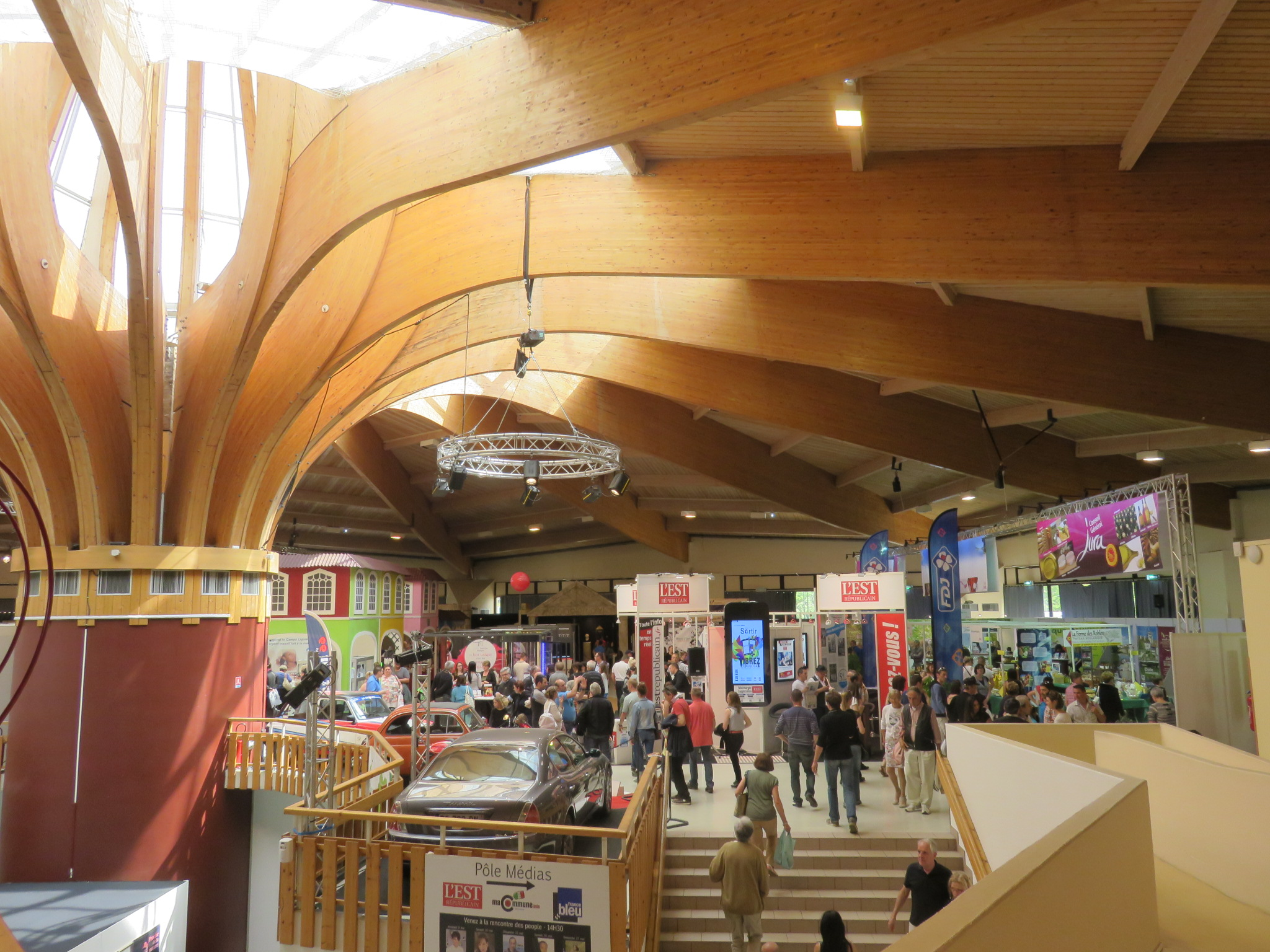
L'étage du palais des congrès pendant la Foire comtoise.

## Manifestations

### Foires et salons
Micropolis accueille tout au long de l'année diverses foires et salons, dont la Foire comtoise et son parc d'attractions, les salons de l'immobilier, de l'habitat, des mariés, des antiquaires et de l'art contemporain, des talents et saveurs, des vins, des animaux, des salons professionnels comme Micronora (le plus grand salon européen des microtechniques et de la haute précision), des brocantes, la biennale des arts plastiques, etc.

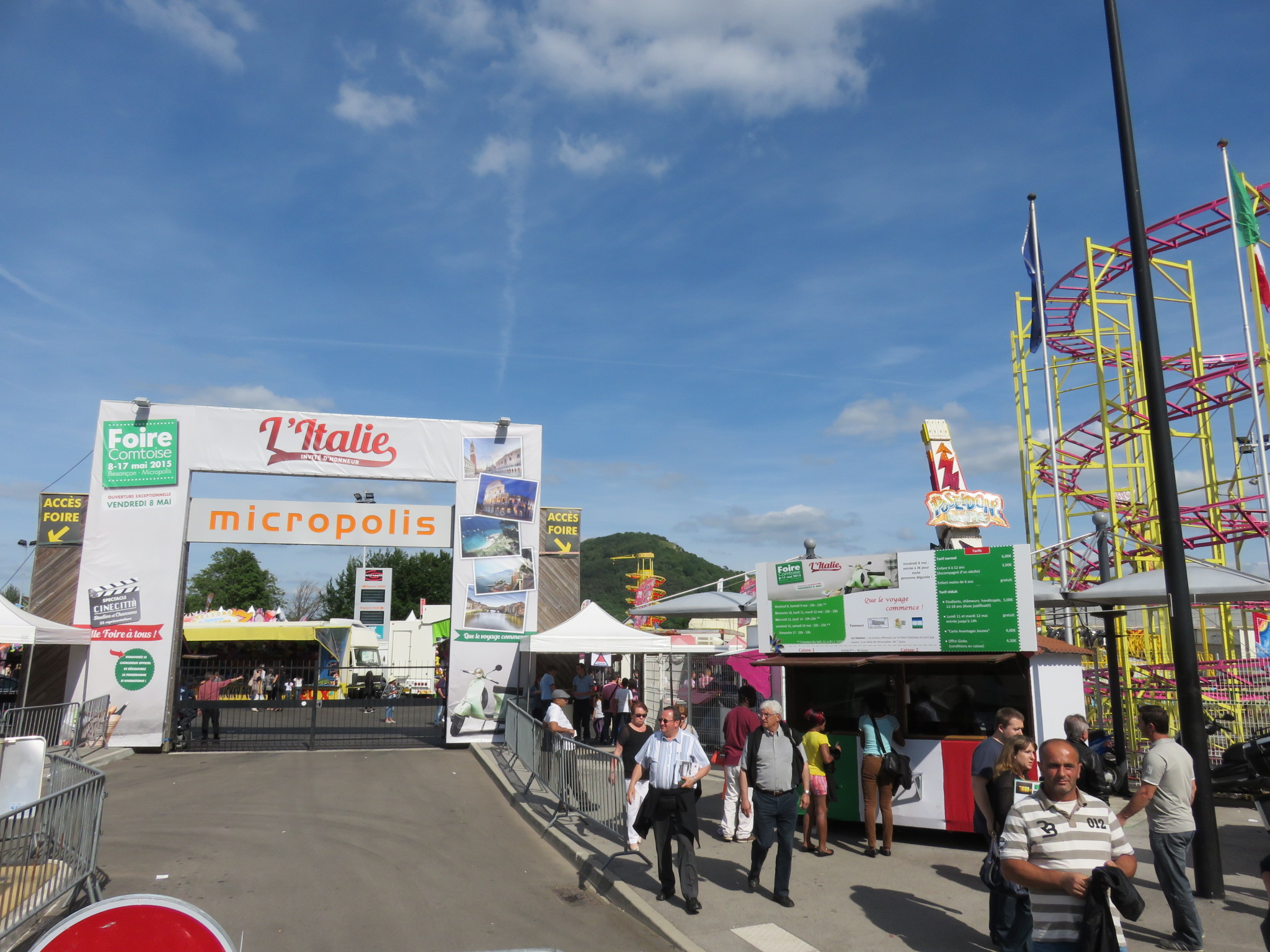
L'entrée de la Foire comtoise à Micropolis.
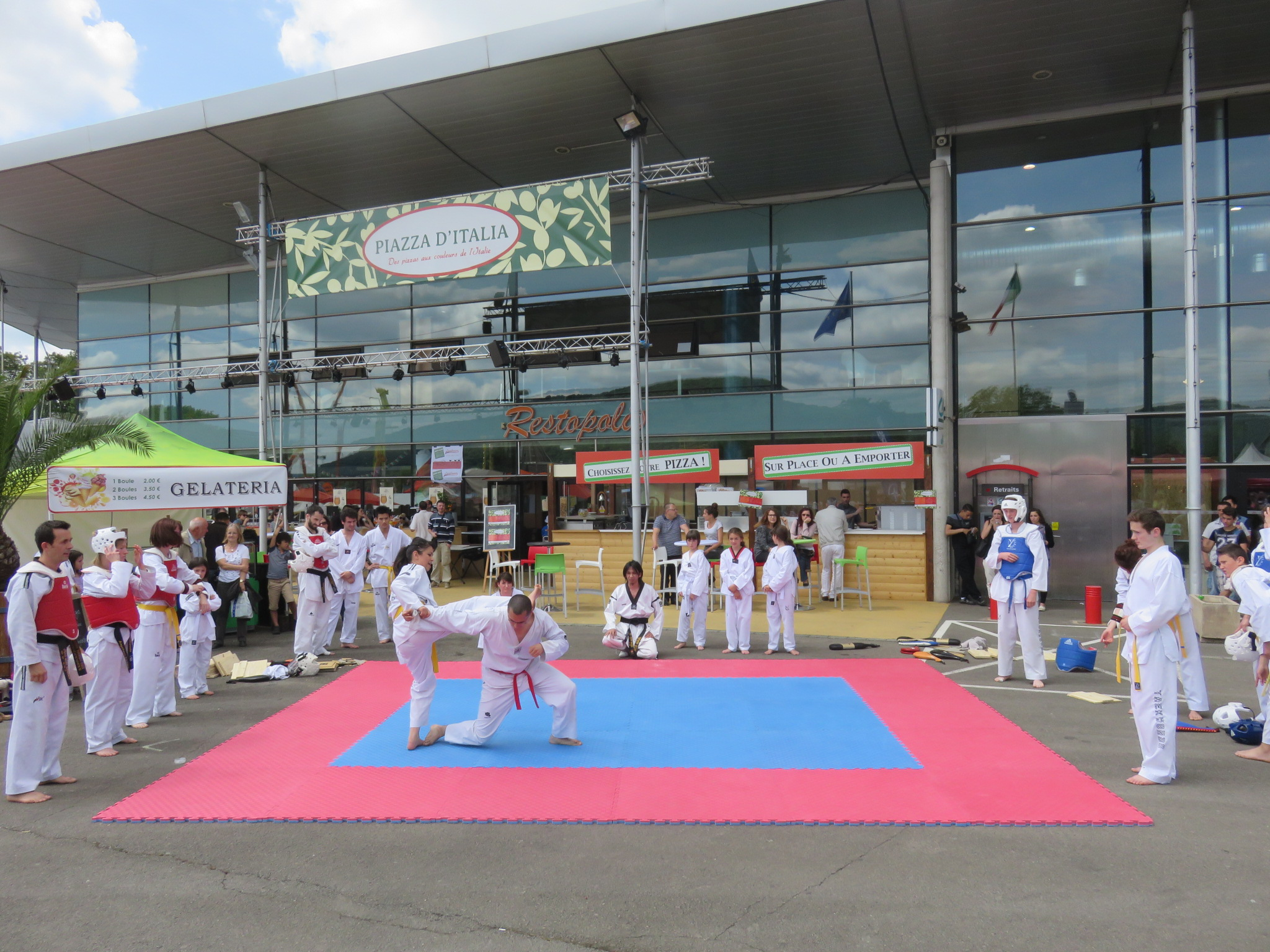
Animations de la Foire comtoise.
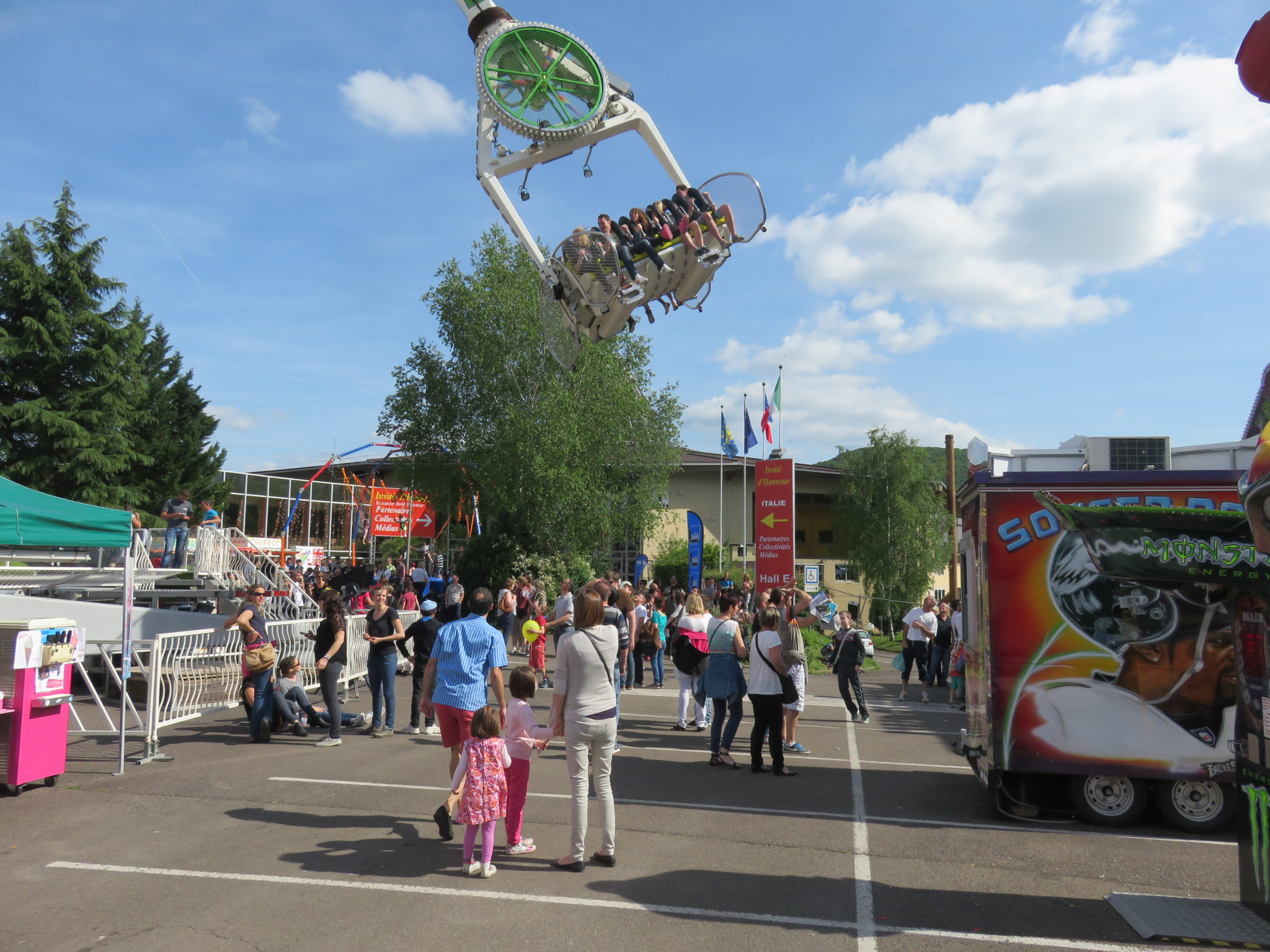
La fête foraine de la Foire comtoise.
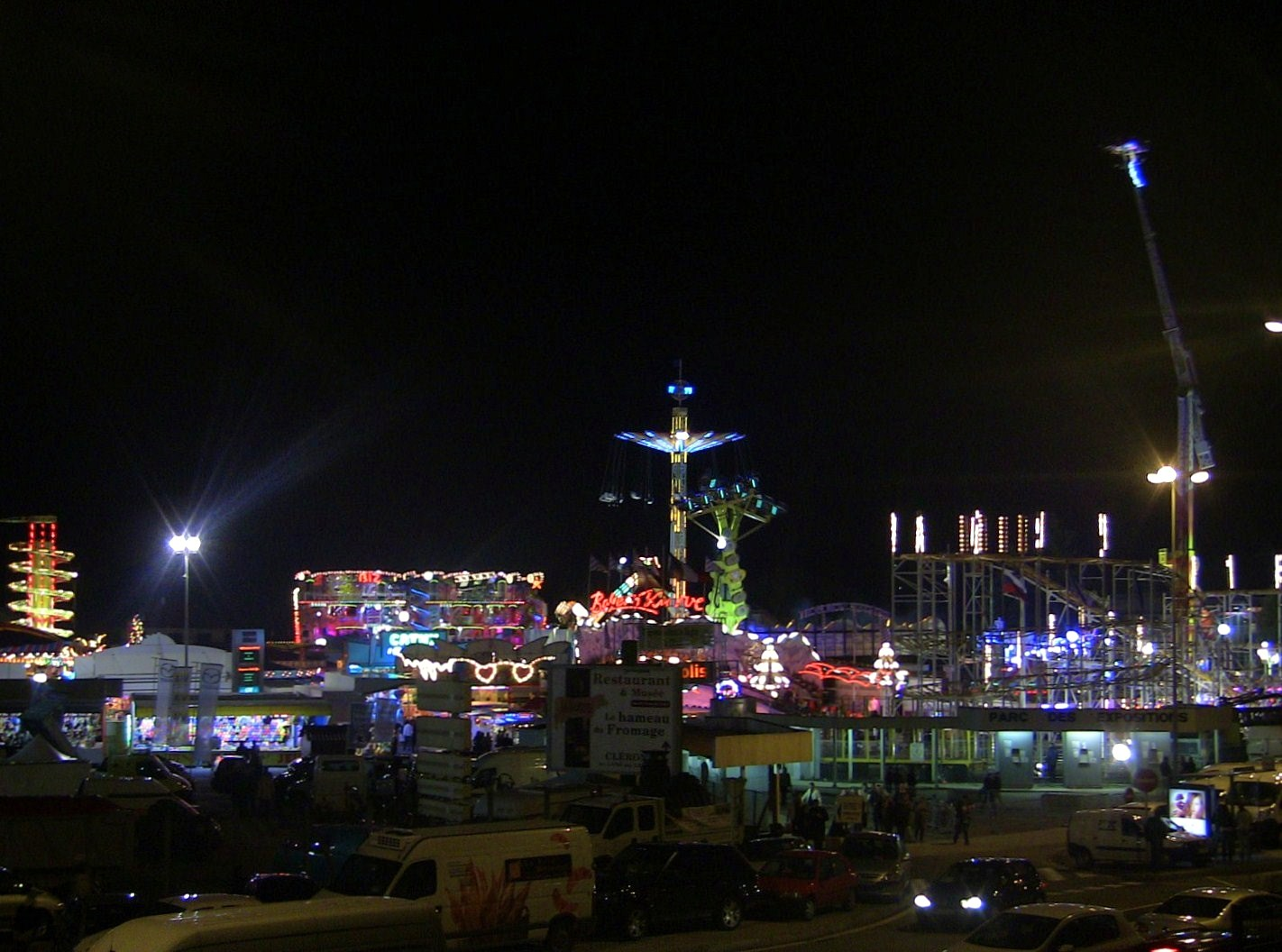
La fête foraine de la Foire comtoise, de nuit.
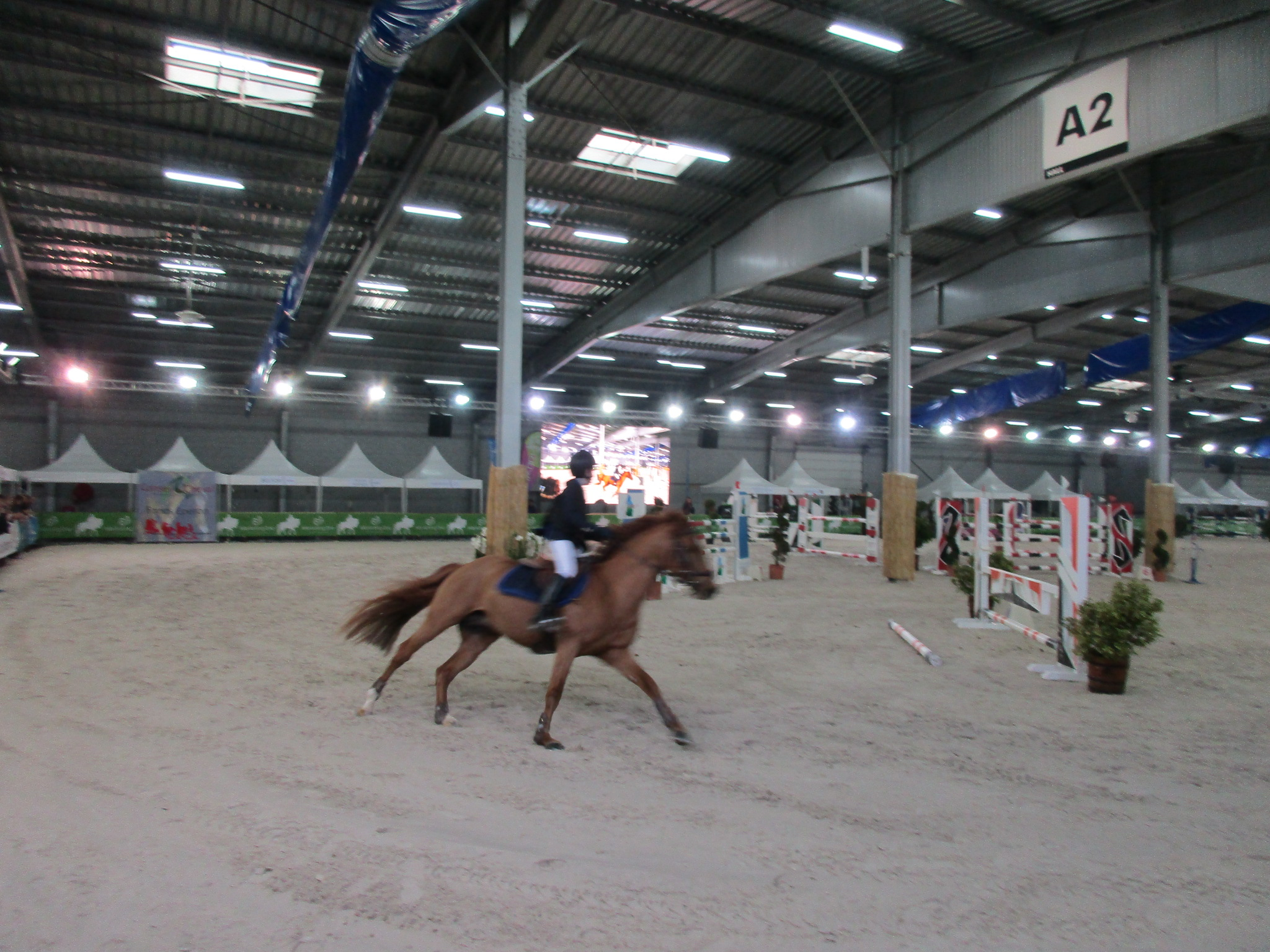
Le salon du cheval de Bourgogne-Franche-Comté.

### Concerts et spectacles
De nombreux concerts et spectacles se tiennent également chaque année. La salle de spectacle de Micropolis a ainsi accueilli des artistes majeurs de la scène française (Noir Désir, Jacques Dutronc, Jean-Louis Aubert, Gad Elmaleh, Jamel Debbouze, Indochine) et de la scène internationale (Deep Purple, Muse, Sting).

### Meetings politiques

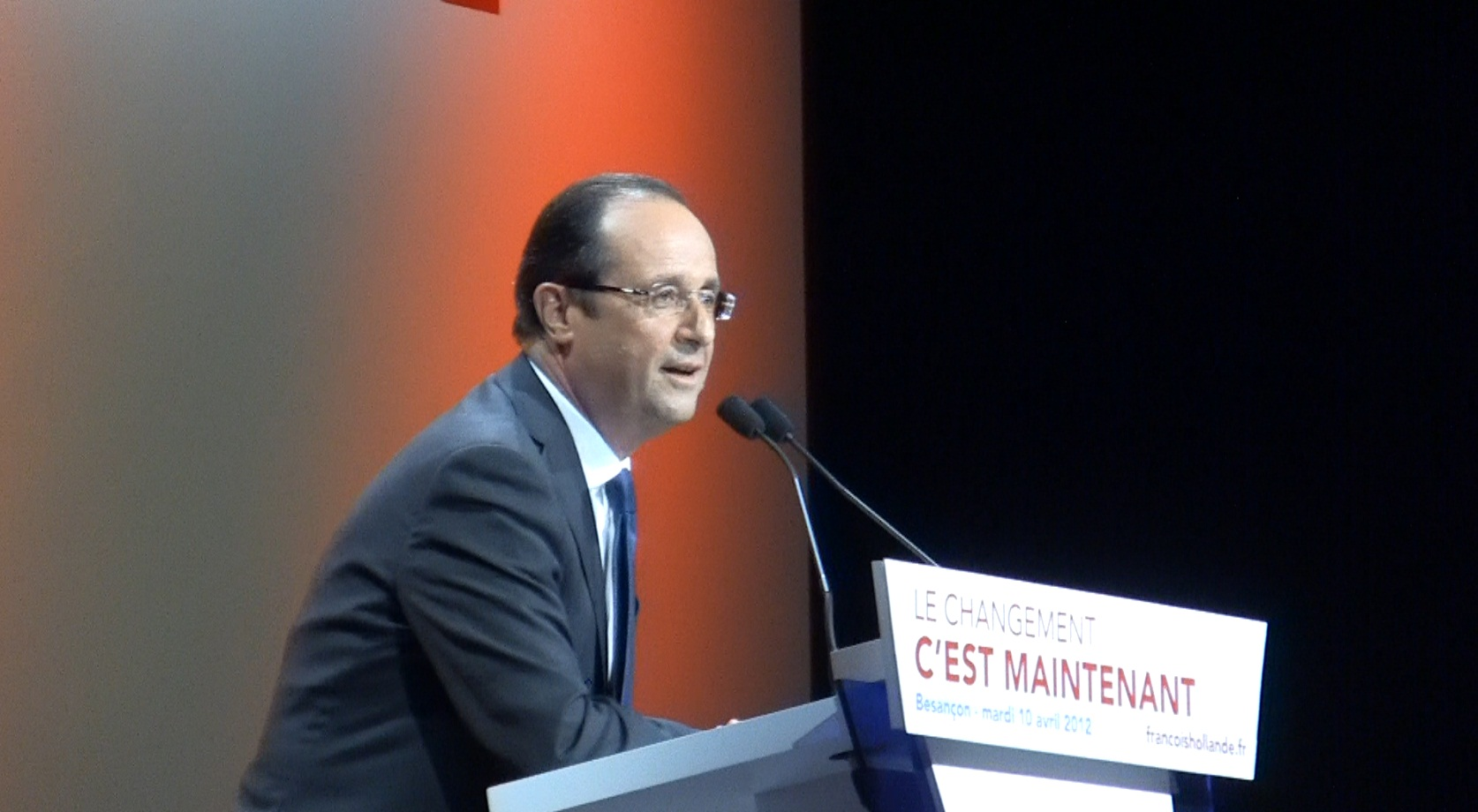
François Hollande en meeting à Micropolis le 10 avril 2012.

Micropolis accueille également de nombreux meetings politiques, comme ceux de Nicolas Sarkozy et de Ségolène Royal en 2007, de François Bayrou, de François Hollande et de Nicolas Sarkozy en 2012, de Marine Le Pen en 2015, d'Emmanuel Macron et de François Fillon en 2017, ou encore d'Édouard Philippe en 2024.